# Spitzenkörper
Spitzenkörper é uma estrutura encontrada nas hifas de fungos, a qual é o centro organizador do crescimento e morfogénese hifais. Consiste de muitas pequenas vesículas e está presente nas extremidades das hifas em crescimento, durante a germinação de esporos e onde ocorre formação de ramificações. A sua posição na extremidade da hifa tem correlação com a direcção do crescimento da hifa.
As vesículas estão organizadas em redor de uma área central que contém uma densa malha de microfilamentos. Frequentemente são encontrados polissomos próximo do limite posterior do núcleo do Spitzenkörper, microtúbulos estendem-se na direcção do (e muitas vezes através) Spitzenkörper e corpos de Woronin são encontrados na região apical cerca do Spitzenkörper.